# Moruya
Moruya – miasto w Australii, w stanie Nowa Południowa Walia.